# Église Notre-Dame-du-Rosaire de Potigny
L'église Notre-Dame-du-Rosaire est une église catholique située dans le bourg de Potigny dans le département français du Calvados et la région Normandie.

## Localisation
L'église est située dans le département français du Calvados, sur la commune de Potigny.

## Historique
L'édifice date du XIIIe et du XIVe siècle. Arcisse de Caumont date l'édifice du XIIIe dans son entier. Il évoque des travaux de pose de voûtes ogivales en plâtre avec suppression de poutres traversières de la charpente, il considère ces modifications comme exemplaires et dignes d'être reproduites dans les églises pourvues de lambris de bois.
Une verrière consacrée au rosaire est placée dans l'édifice en 1879. Un autel est placé dans l'église en 1924.
L'église subit des dommages lors des combats de la bataille de Normandie : elle perd des vitraux et d'autres sont endommagés comme ceux placés en 1879 consacrés au rosaire.
Le patronage de l'église appartenait au seigneur du lieu. 
Cette église est classée au titre des monuments historiques depuis le 11 octobre 1930.
Des travaux de restauration de l'édifice se déroulent de 2009 à 2012.

## Architecture
Le chœur est selon Arcisse de Caumont « un exemple remarquable du premier style ogival » avec un arc triomphal sculpté. Les fenêtres de la nef sont du même style que celles du chœur. L'édifice porte des modillons. La tour latérale est terminée en bâtière.
Le portail de l'édifice est orné de feuillages et de zigzags, ce qui fait évoquer à Arcisse de Caumont un « amalgame des deux styles roman et ogival (...) encore au XIIIe siècle ».

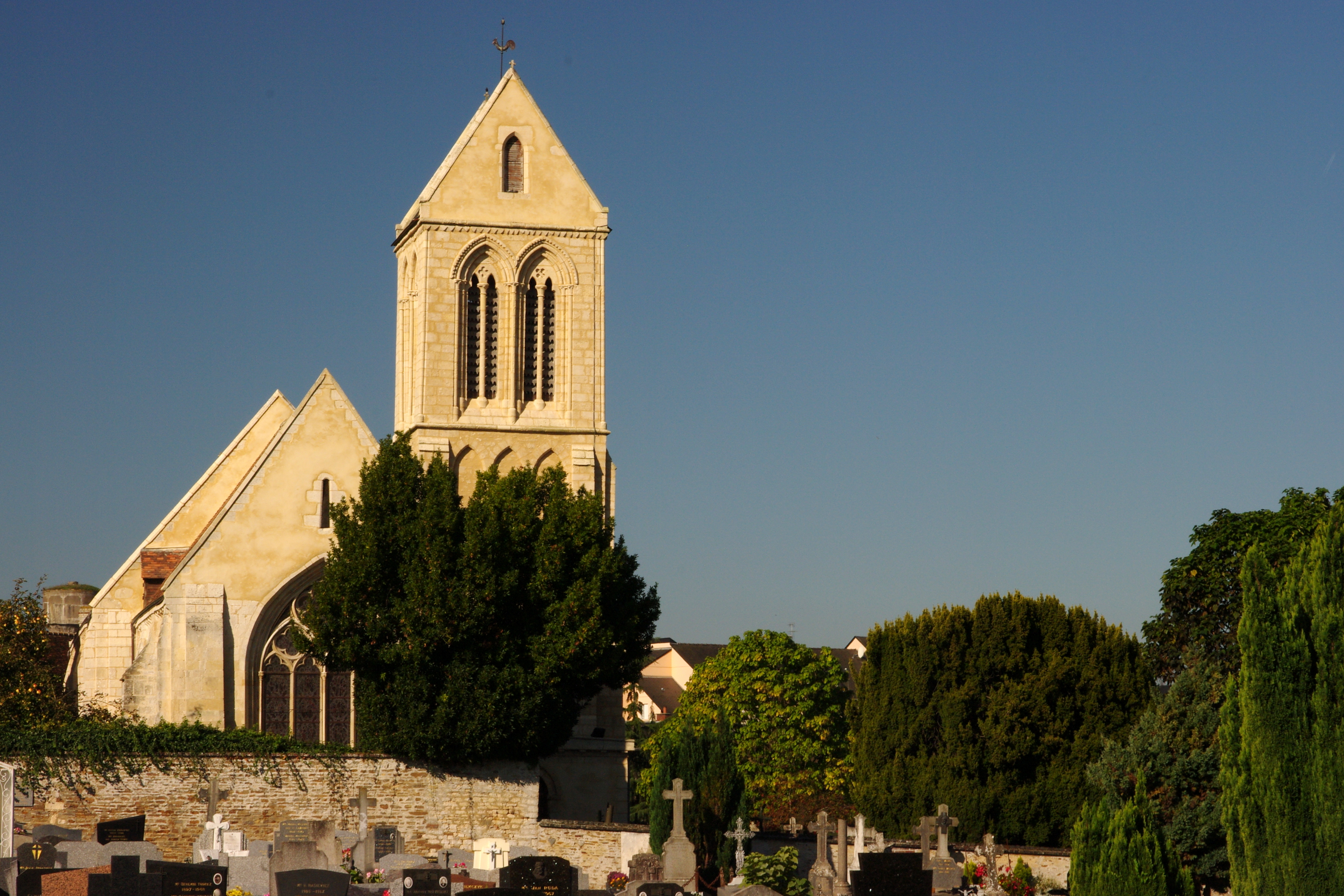
Vue extérieure avec le clocher en bâtière.
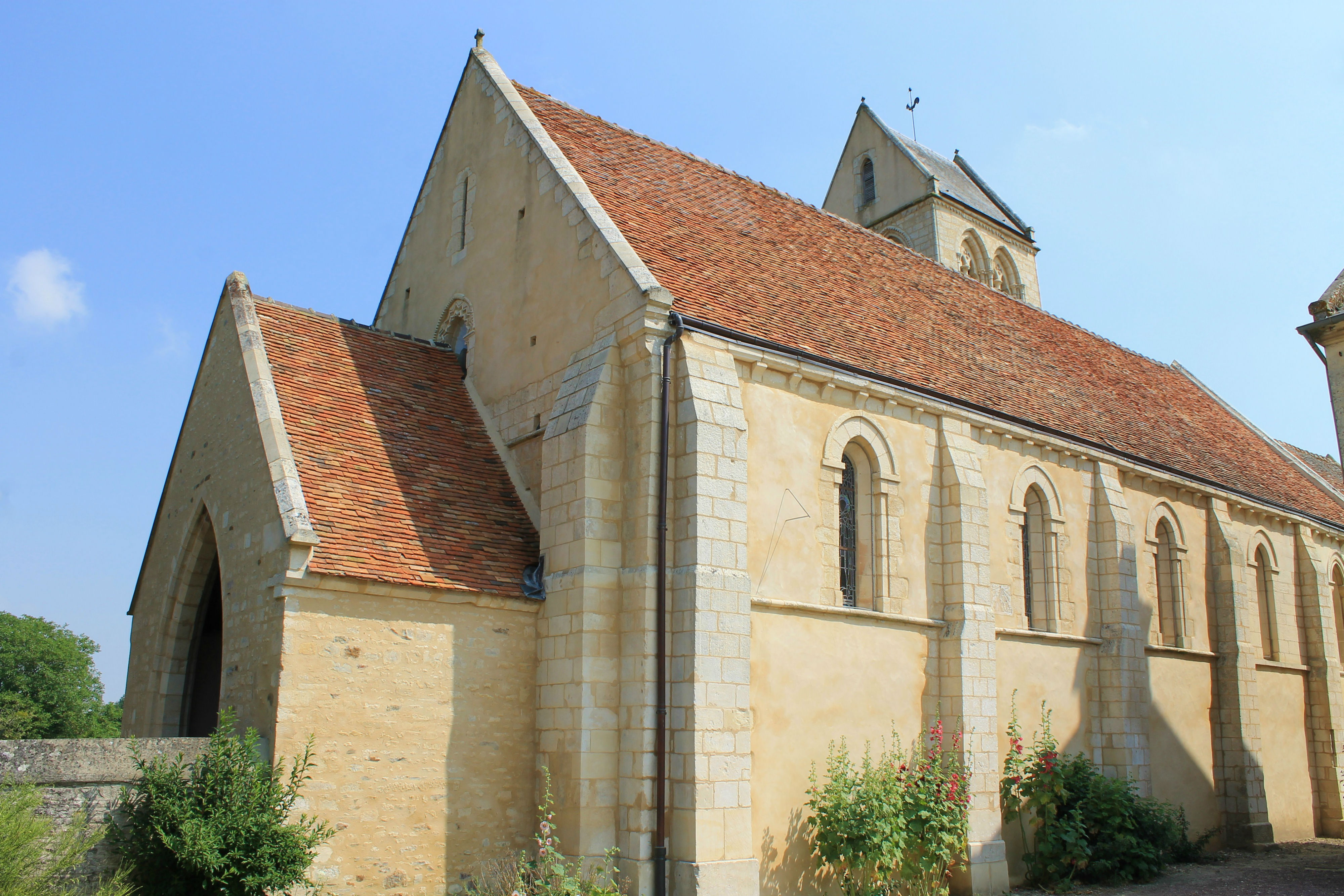
Autre vue extérieure.
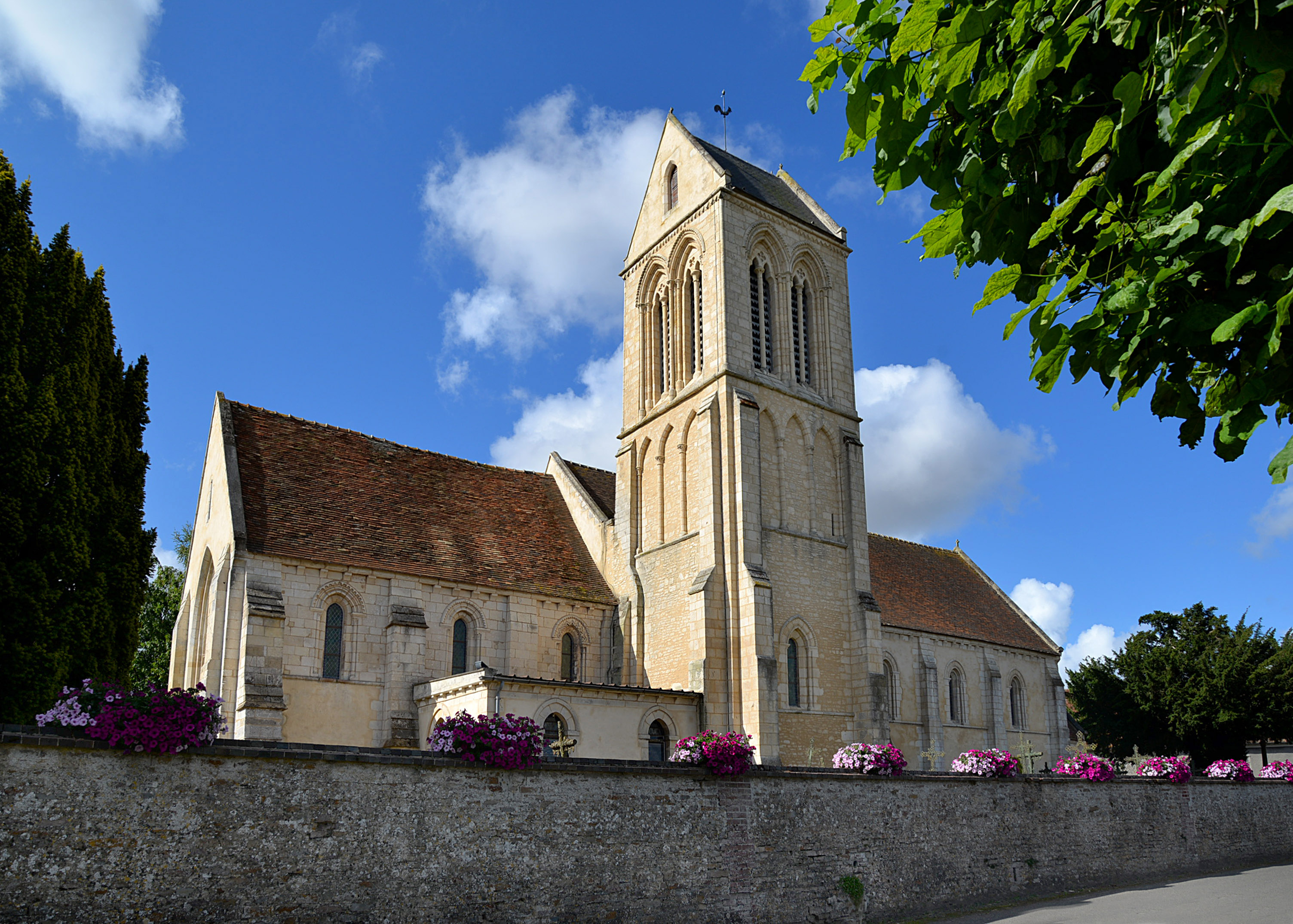
Vue nord-est.
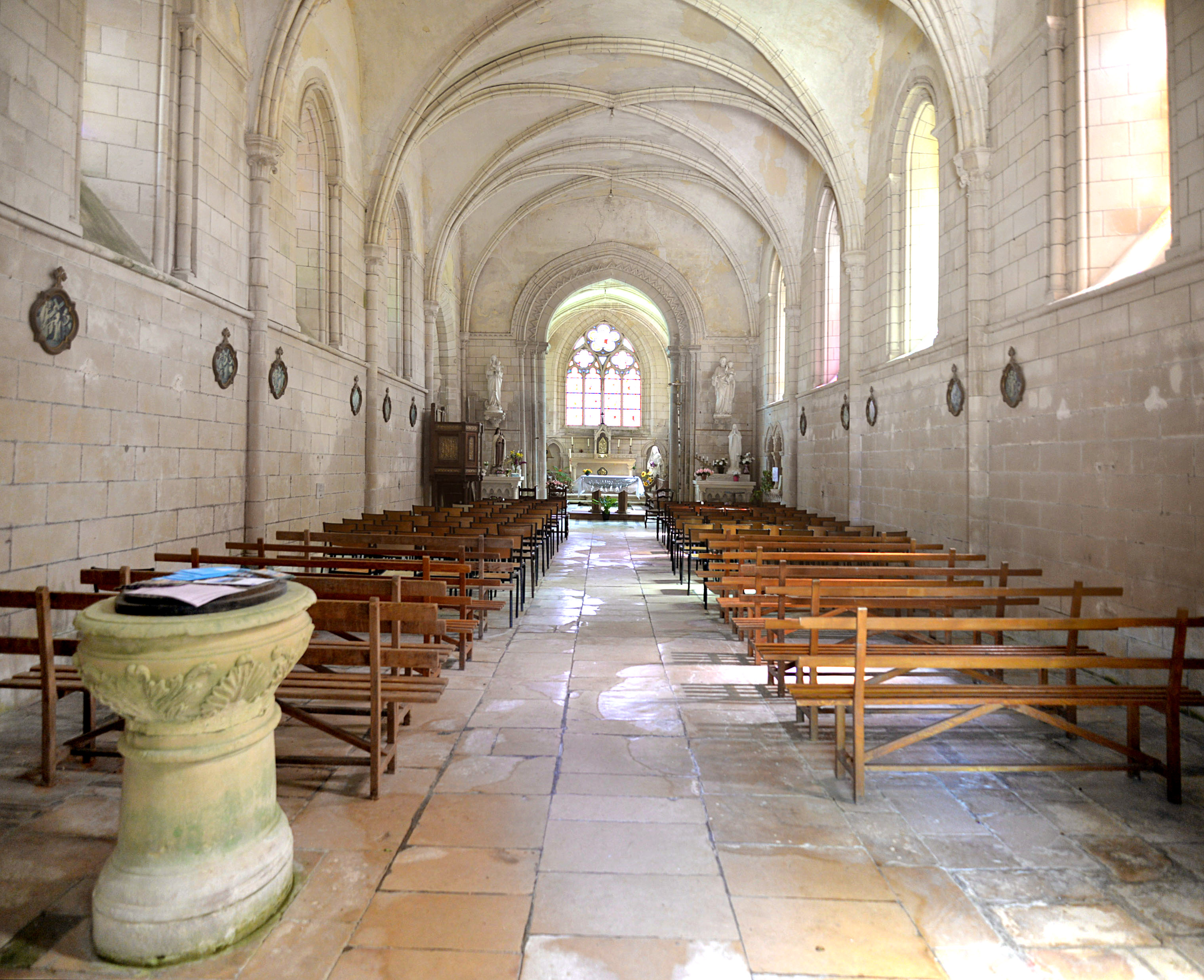
La nef.
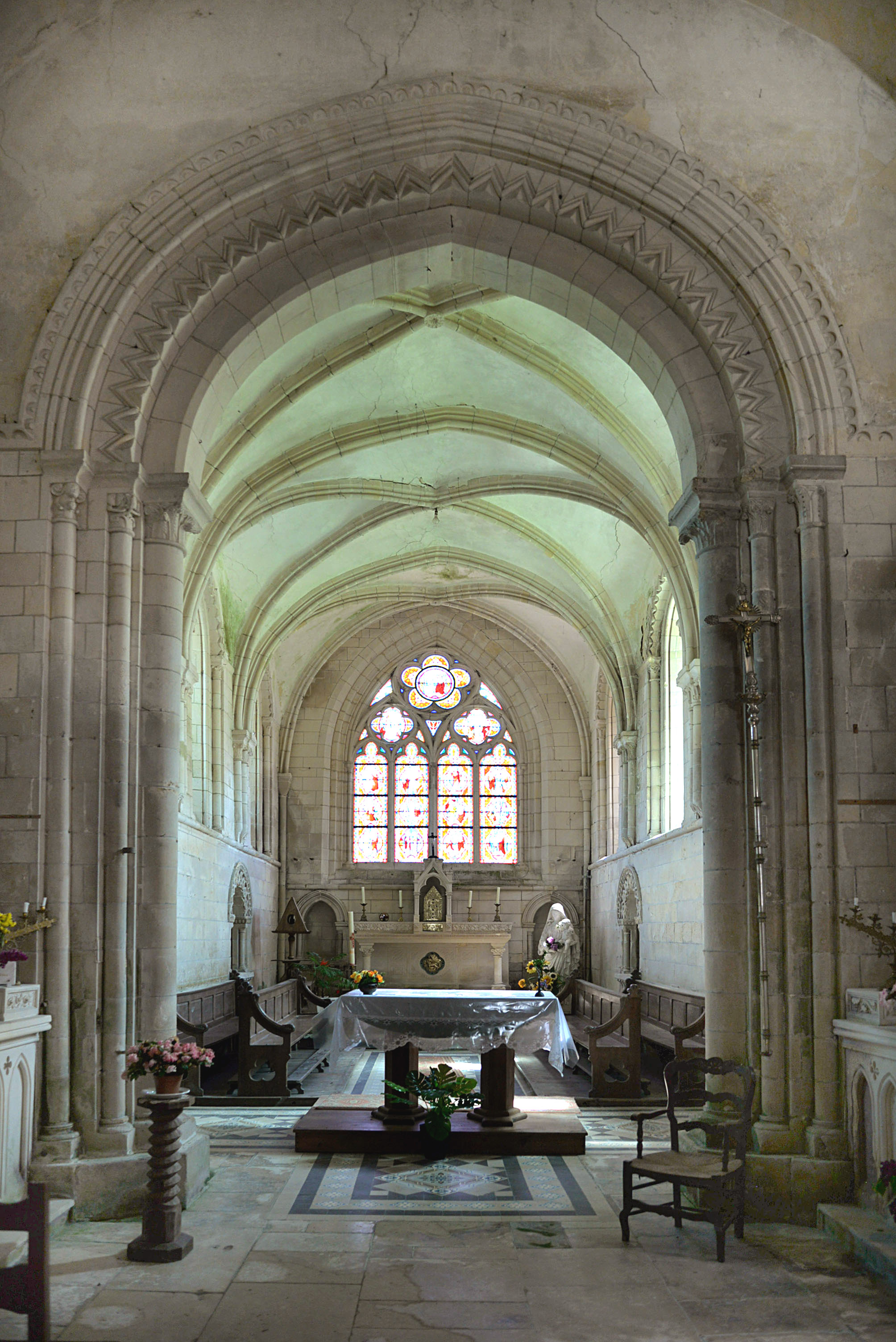
Le chœur.
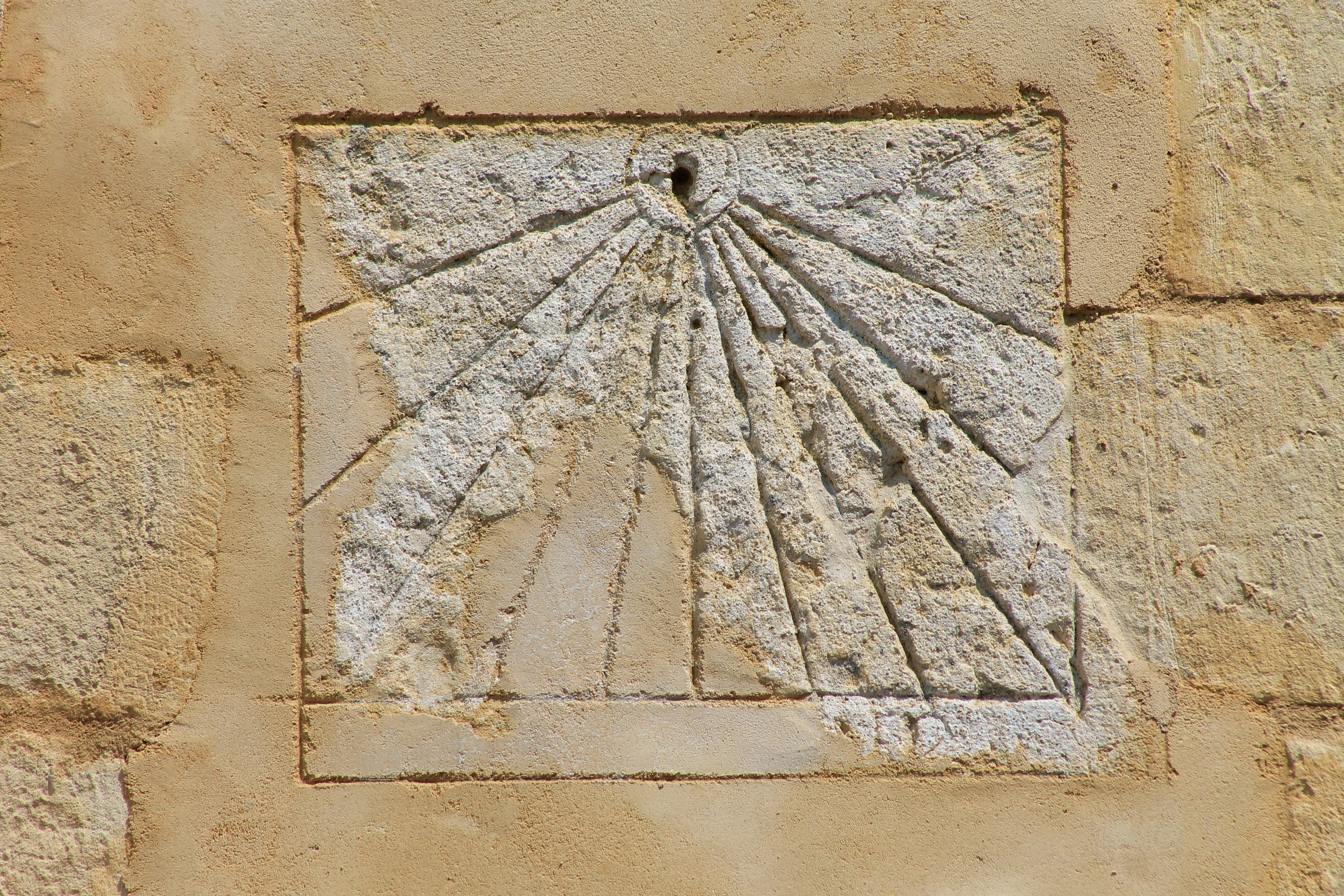
Cadran solaire.